# 가변주사율
가변 주사율(Variable refresh rate, VRR)은 사용자 입력 없이 디스플레이 장치의 주사율을 지속적으로 원활하게 변경할 수 있는 동적 디스플레이를 나타낸다. 가변 주사율을 지원하는 디스플레이는 일반적으로 특정 주사율 범위(예: 30Hz~144Hz)를 지원한다. 이를 VRR 범위라고 한다. 주사율은 이 범위 내에서 원활하게 지속적으로 달라질 수 있다.

## 목적
고정 주사율 디스플레이에서는 프레임이 일정한 간격으로 화면에 표시될 수 있다. 해당 간격이 도달했을 때 새 프레임이 준비되지 않으면 다음 간격까지 이전 프레임이 화면에 유지되거나(스터터링) 이전 프레임과 새 프레임의 완성된 부분이 혼합되어 표시된다(테어링). 반대로, 간격이 도달하기 전에 프레임이 준비되면 해당 간격이 도달할 때까지 표시되지 않는다.
가변 주사율은 디스플레이의 주사율을 비디오 입력의 프레임 레이트와 동기화하여 이러한 문제를 제거하고 디스플레이 움직임을 더욱 부드럽게 만든다. VRR은 예측할 수 없고 불연속적인 프레임 레이트를 갖는 비디오 게임과 강하게 연관되어 있지만, 영화 및 비디오와 같이 프레임 레이트가 고정되어 있고 미리 알려진 미디어에도 유용하다. 주사율을 산업 표준 프레임 레이트(24, 30, 60 FPS)와 동기화할 수 있어 스크린 테어링을 다시 제거하는 데 도움이 된다. VRR은 화면에 움직임이 거의 없을 때 디스플레이의 주사율을 일시적으로 낮춰 전력을 절약하는 전원 관리에도 사용된다.

## 역사
벡터 디스플레이는 화면의 벡터 수에 따라 브라운관의 주사율이 가변적이었다. 벡터 수가 많을수록 화면에 그리는 데 더 많은 시간이 걸렸기 때문이다.
2010년대 이후 래스터 디스플레이는 가변 주사율에 대한 여러 산업 표준을 획득했다. 역사적으로 일반적인 디스플레이 모드에 대한 고정 주사율 선택은 제한적이었다.

## 구현
가변 주사율 디스플레이 기술에는 여러 산업 표준 및 독점 표준이 포함된다.
- AMD 프리싱크
- 엔비디아 G-Sync
- 디스플레이포트 1.2a의 선택적 어댑티브 싱크 기능[8]
- HDMI 2.1 가변 주사율 (VRR)[9]
- 애플 프로모션
- 퀄컴 Q-싱크